# Живопис мая

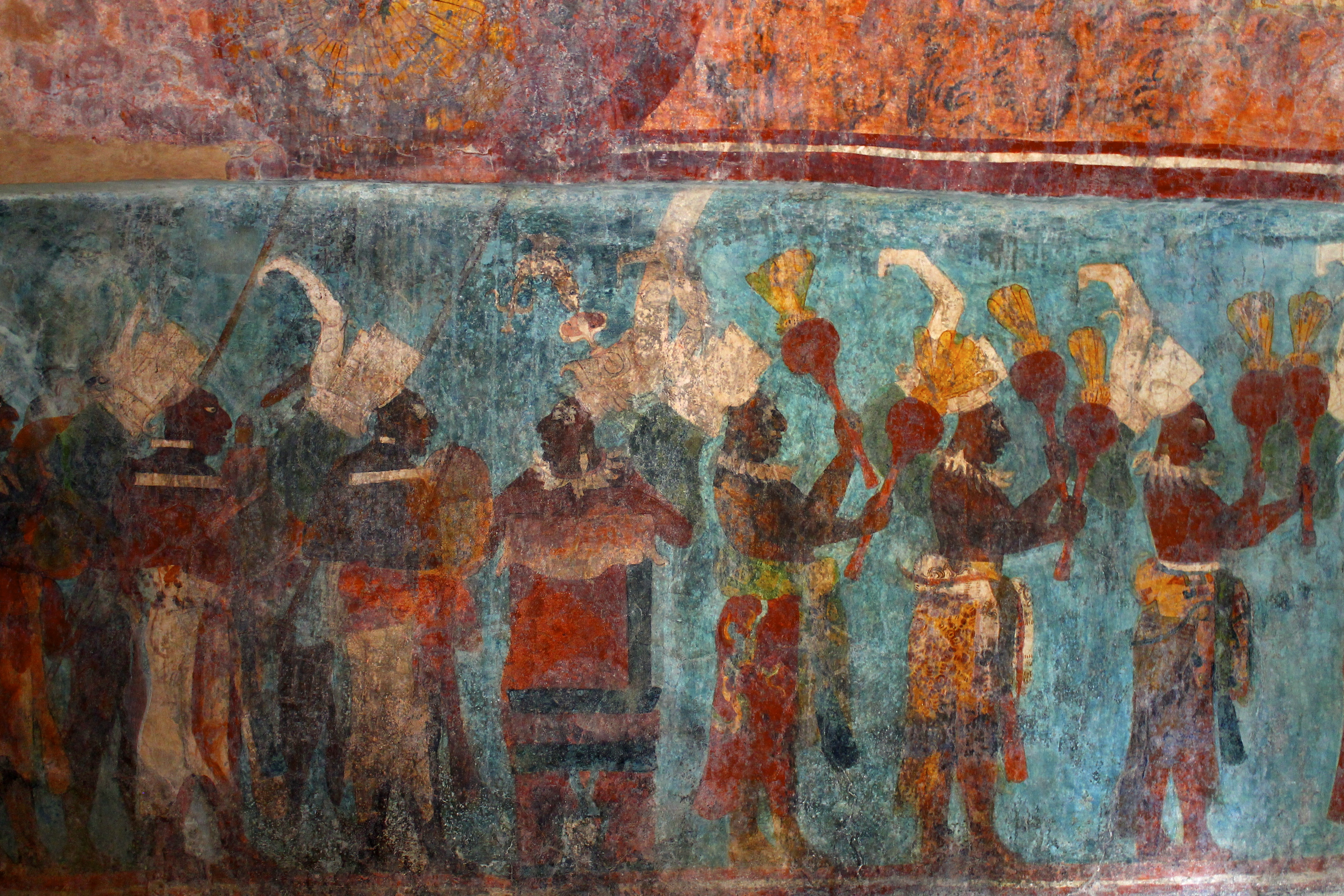
«Музики та танцюристи». Настінний живопис. Бонампак

Живопис мая (tz'ib, tz'ib'al) — образотворче мистецтво за часів існування цивілізації мая. Представлено переважно настінними розписами, фресками, розписами на керамиці, малюнками в рукописах. Найбільшого розквіту досягло у класичний період.

## Артефакти
Кількість виявлених пам'яток, які б дозволили провести аналіз розвитку живопису мая, його етапів та жанрів, довгий час залишалося незначним. До середини 1930-х років всі знання про живопис класичного періоду вичерпувалися декількома розписаними посудинами. Про пам'ятники монументального живопису цього періоду стало відомо пізніше. Дотепер не виявлено жодного досить великого фрагмента маянських рукописів класичного періоду. Знайдені їхні невеликі фрагменти лише при розкопках могил у Вашактуні, Небасі та Сан-Августін-Акасагуастлані. Збережені на залишках листів сліди фарб свідчать, що ці стародавні рукописи, як і пізніші ієрогліфічні кодекси мая, мали крім тексту велику кількість малюнків.
Процес дослідження маянського живопису все ще триває, оскільки в розпорядженні вчених все ще не досить багато прикладів, відчувається обмежена кількість зразків стародавнього живопису мая, що недостатньо для повного відтворення його історії.

## Властивості живопису
Однією з характерних рис древньої маянського живопису є той факт, що всі її пам'ятники являють собою мовби розфарбовані малюнки. На думку дослідників, це пов'язано з тим, що в стародавній Месоамериці, особливо у її південній частині, живопис не був принципово відділений від ієрогліфічного письма, і образотворчі особливості останнього впливали на розвиток і специфіку цього мистецтва.
В кодексах мая (Дрезденськом, Мадридськом і Паризьком) разом з текстом представлені малюнки, що в якісь мірі дають уявлення про малярство мая на папері. У першому рукописі малюнки виконані на більш високому художньому рівні, ніж у двох наступних. Їх відрізняє багата кольорова гама, витонченість, наявність реалістичних елементів. Паризький і Мадридський рукописи більш перевантажені фантастичною і релігійною символікою, доступної лише посвяченим.
Сюжет у маянських розписах зазвичай розгортається в горизонтальних рядах, найнижчі фігури при цьому мисляться як найближчі глядачеві. Таке розташування було єдиним засобом передачі перспективи у стародавніх малярів. Розміри деталей були однакові, незалежно від того, розташовувалися вони на передньому чи задньому плані. Маянські майстри використовували лише первинні, чисті фарби, а перехідні тони переважно зустрічаються рідко. Нехарактерні були контрасти світла і тіні — для розписів мая властиво рівне суцільне освітлення.
З усіх видів живопису мая найкраще досліджений монументальний, оскільки має чітке виокремлення від іншої творчості (рукописів та керамічних написів) та є суто малюванням.
Настінні розписи створювалися художниками мая (tz'ibob) на білій штукатурці зовнішніх і внутрішніх стін будівель без попередньої ґрунтовки. Проте досі тривають суперечки стосовно наявності у мая справжніх фресок, тобто писалися вони на сирій штукатурці або на вже висохлій поверхні.

## Періодизація
Живопис докласичного періоду представлено суцільно настінним розписом у храмах та палацах. Втім процес час історії маянського малярства відомо недостатньо. Втім, незважаючи на фрагментарність, відомі дослідникам пам'ятники являють собою зразки своєрідного стилю, що відійшов від примітивності.
У класичний період сфера застосування живописного мистецтва розширюється: з'являються розписні посудини, малюнки додаються до рукописів. У цей період досягає свого розквіту мистецтво розписів на стінах, прикладом якого є фрески Бонампака. Іншим джерелом для вивчення живописного мистецтва мая класичного періоду є художня кераміка. Поява розписних посудин на території мая десь збігається з початком класичного періоду, однак перші етапи цього виду мистецтва сягають значно більш раннього часу. Центрами розпису кераміки були Тікаль (тут помітний вплив теотіуаканського живопису), Хольмуль, Чама (уздовж верхньої течії річки Чішой з містами Ратінліншуль, Чама, Небах), Копан і Вашактун. Дослідники відзначають особливо високу майстерність художників з Чами. Для маянської художньої кераміки характерне переважання червоно-жовтої колірної гами з білими, червоними або чорними контурами малюнка. Перед розписом поверхню судини вкривали тонким шаром штука.
У післякласичний період спостерігається різке падіння художнього рівня. Колишні традиції ще відчуваються певний час у творах настінного живопису (розписна кераміка вже припинила своє існування), але поступово реалістичні риси були повністю заглушені релігійною символікою.

## Сюжети
Сюжети поділяють на декоративні твори, міфологічні та історичні сюжети. Останні часто містять в собі різні побутові деталі. Більшість сюжетів ще незрозуміло дослідникам, і про їхній зміст часом висловлюються самі суперечливі судження. Вони містять численні міфи, оповідок, героїків, історичних подій. Втім тлумачення сюжетів можливо лише паралельному вивченню супроводжуючих ієрогліфічних текстів. На даний час такі дослідження тривають.
Тематика розписів кераміки вкрай різноманітна: геометричні та рослинні мотиви, зображення тварин, птахів, змій, людей, божеств, ієрогліфічні написи. Незважаючи на те, що творчість майстра було обмежено самою формою посудини (горщики, чаші, блюда, кубки), найкращі зразки досягають враження монументальних фресок.

## Настінний живопис
Яскравим представником докласичного періоду є розписи у Сан-Бартоло (100 рік до н. е.), на яких представлені міфи про бога маїсу, героїв-близнюків Унахпу, а також зображують подвійну інтронізацію володаря. Для кінця докласичного періоду характерні розписи гробниць та склепів в Ріо-Азулі.
Найкраще збереглися залишки настінних розписів, виявлені при розкопках двох храмів у Тікалі, що датуються серединою I ст. до н. е. На них представлені людські фігури з гротескними обличчями, в пишних одежах і химерних головних уборах, які сидять й стоять. Пози їх відрізняють складні повороти тіла і положення рук. Розписи виконані чорною, рожевою, червоною і жовтою фарбою на кремовому і червоному тлі.

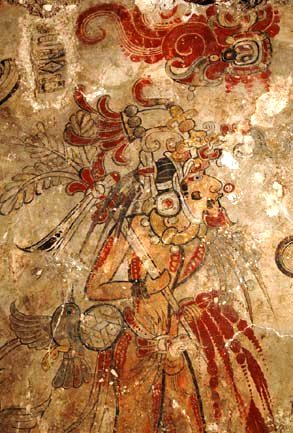
Настінний розпис. Сан-Бартоло

Найдавнішим зразком монументального живопису класичного періоду в даний час вважають фрагмент розпису на задній стіні першої кімнати будівлі B-XIII в Вашактуні. Пам'ятник датується лише дуже приблизно: кінцем V-початком VII ст. Незважаючи на погану збереженість і неповноту, цей розпис дозволяє вченим судити про високий рівень мальовничого мистецтва маянських майстрів того часу. Фреска виконана в обмеженій гамі, здебільшого представлені червоно-жовті і чорні тони. Глибоке враження залишають точність і витонченість малюнка, незважаючи на деяку умовність поз. Композиція зображується якусь важливу церемонію, сенс якої поки залишається неясним. На двох горизонтальних ярусах розташовується 26 людських фігур. Під нижнім ярусом поміщений горизонтальний рядок ієрогліфічних календарних знаків. Зображення на нижньому ярусі розпадаються на кілька груп.
Також цікавими є розписи в іншій будівлі Вашактуна (A-V), святилищі 33 в Яшчилані, Калакмулі, 75 геометричних фігур (з існуючих 150) у палаці Е та фрески Паленке. Дослідників особливо зацікавив останній розпис, оскільки тут представлено вшанування накона.
Найзначнішим і нині широко відомим пам'ятником монументального живопису мая класичного періоду є чудові розписи трикімнатної будівлі в Бонампакі (бл. 750 року н. е.). Велика протяжність розписів, особливості техніки їх виконання, деякі відмінності в кольоровій гамі між першою і двома іншими кімнатами  дозволяють вченим думати, що в створенні фресок брало участь декілька художників під загальним керівництво головного майстра. На чолі всієї роботи стояла одна людина, яка створила перший ескіз розписів, йому належать контурні червоні лінії, потім спостерігала, як завершувалося все інше. Цей розпис відрізняє блискуча побудова всієї велетенської багатофігурної композиції: величава урочистість церемонії в першому приміщенні, напруженість, динамічність, сцени битви і драматизм жертвопринесення — у другому, яскравість, веселощі переможного свята —у третьому. Вражає впевненість, сміливість і чистота лінії малюнка. При цьому основне емоційне навантаження передається не кольором, а виразною ритмічною лінією. Всі колірні частини мають ясні межі, втім до чорних контурів іноді приєднуються білі лінії, що підкреслюють тонкі деталі.
Розписи печер в Нах-Тунічі (Гватемала) є найцікавішими з живопису кінця класичного періоду.

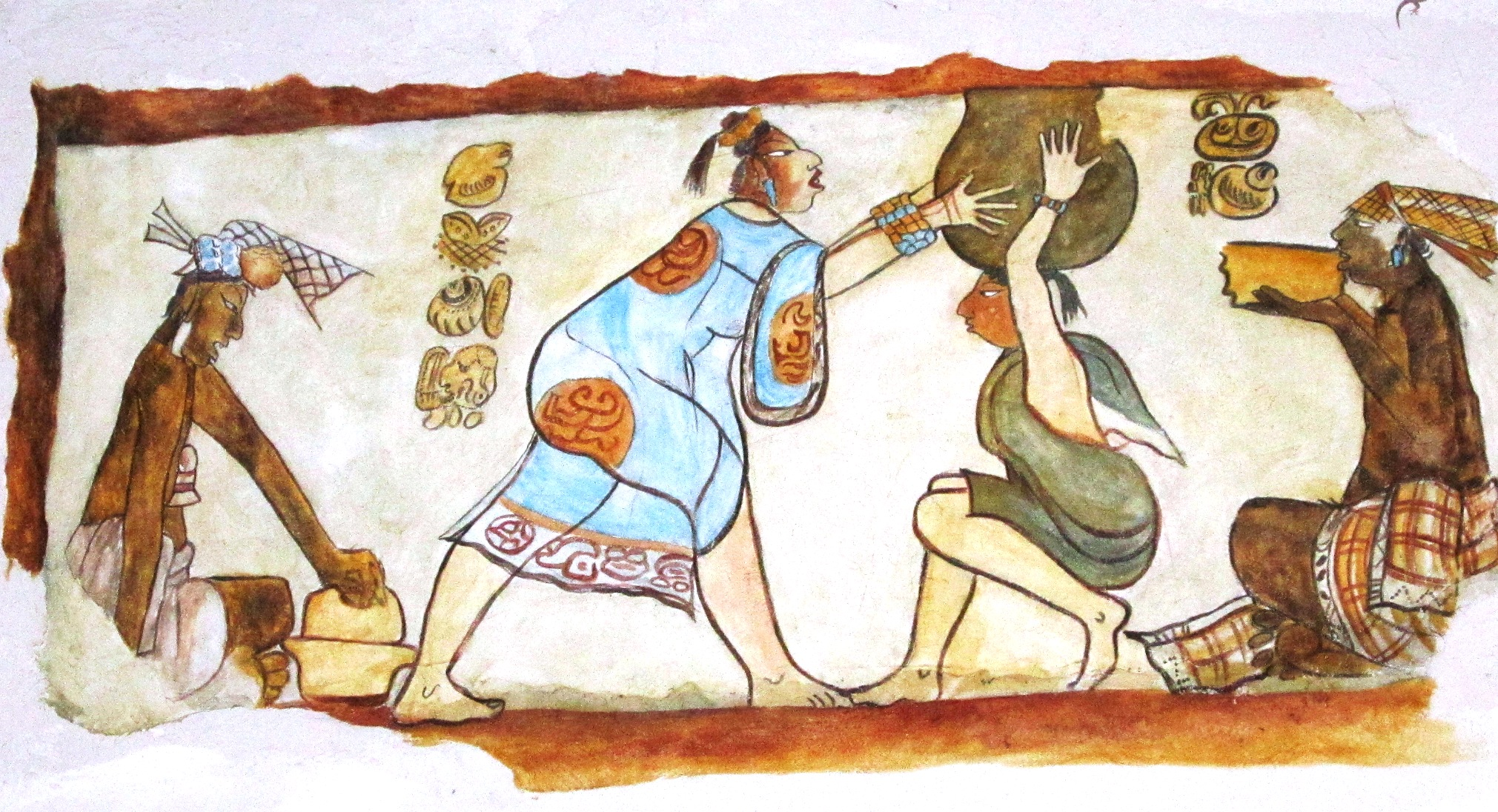
Фреска. Калакмуль
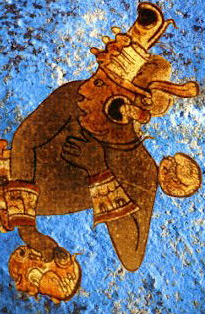
Вояк мая
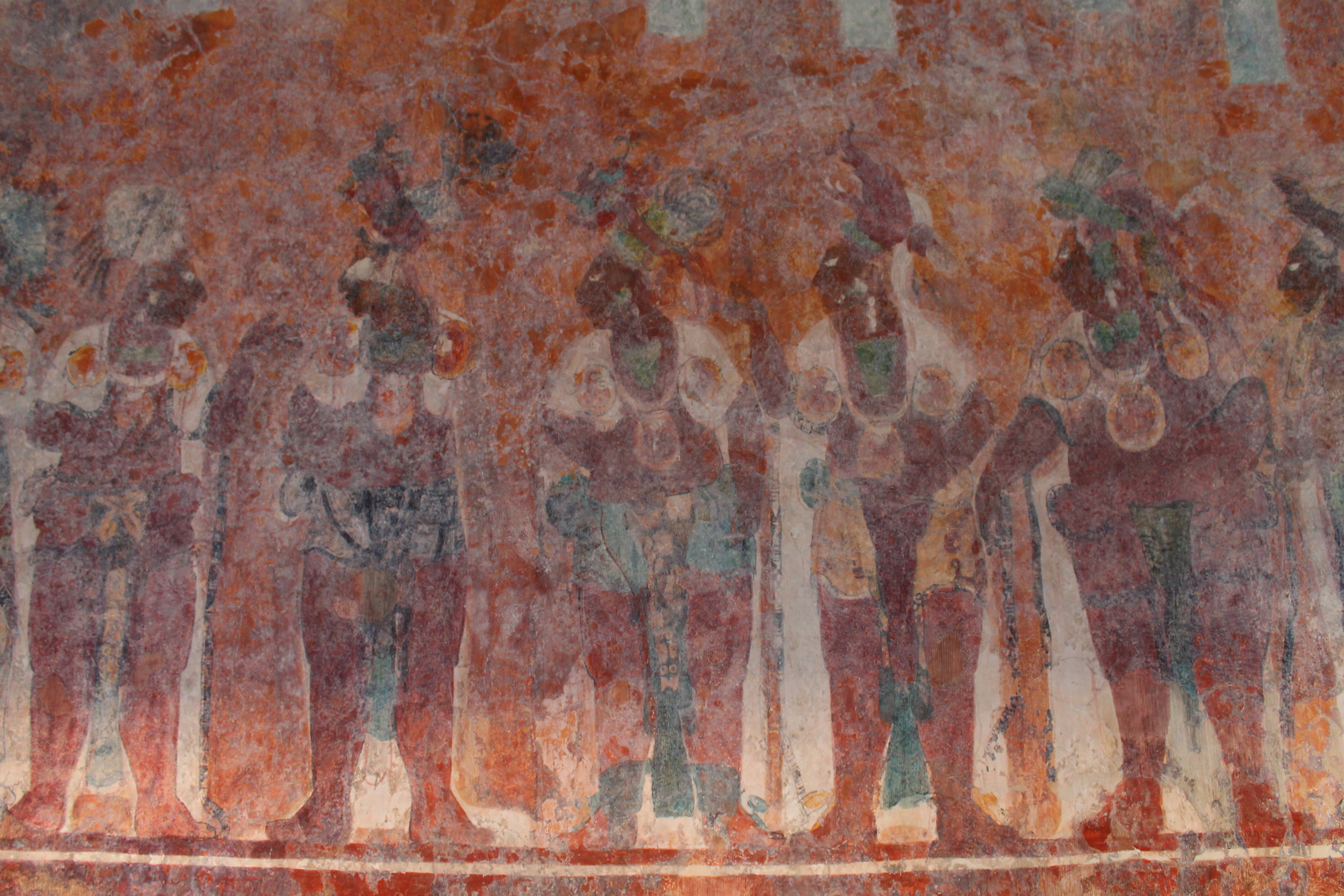
Розпис у Бонампаку
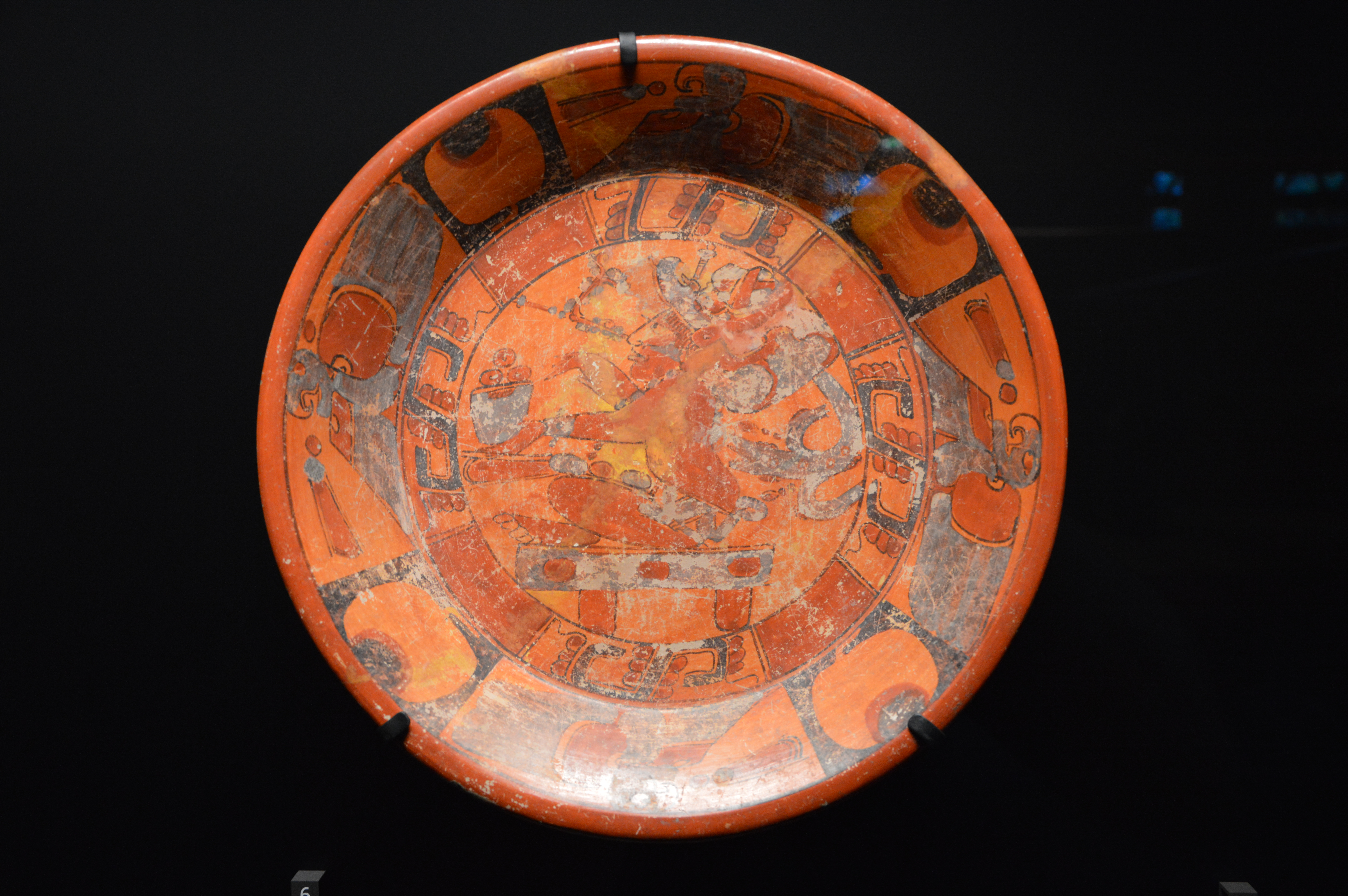
Розпис тарілки. м.Небах
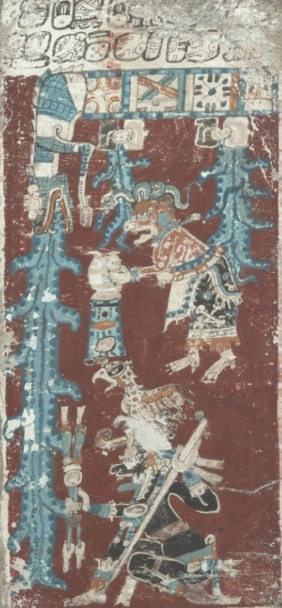
Дрезденський кодекс
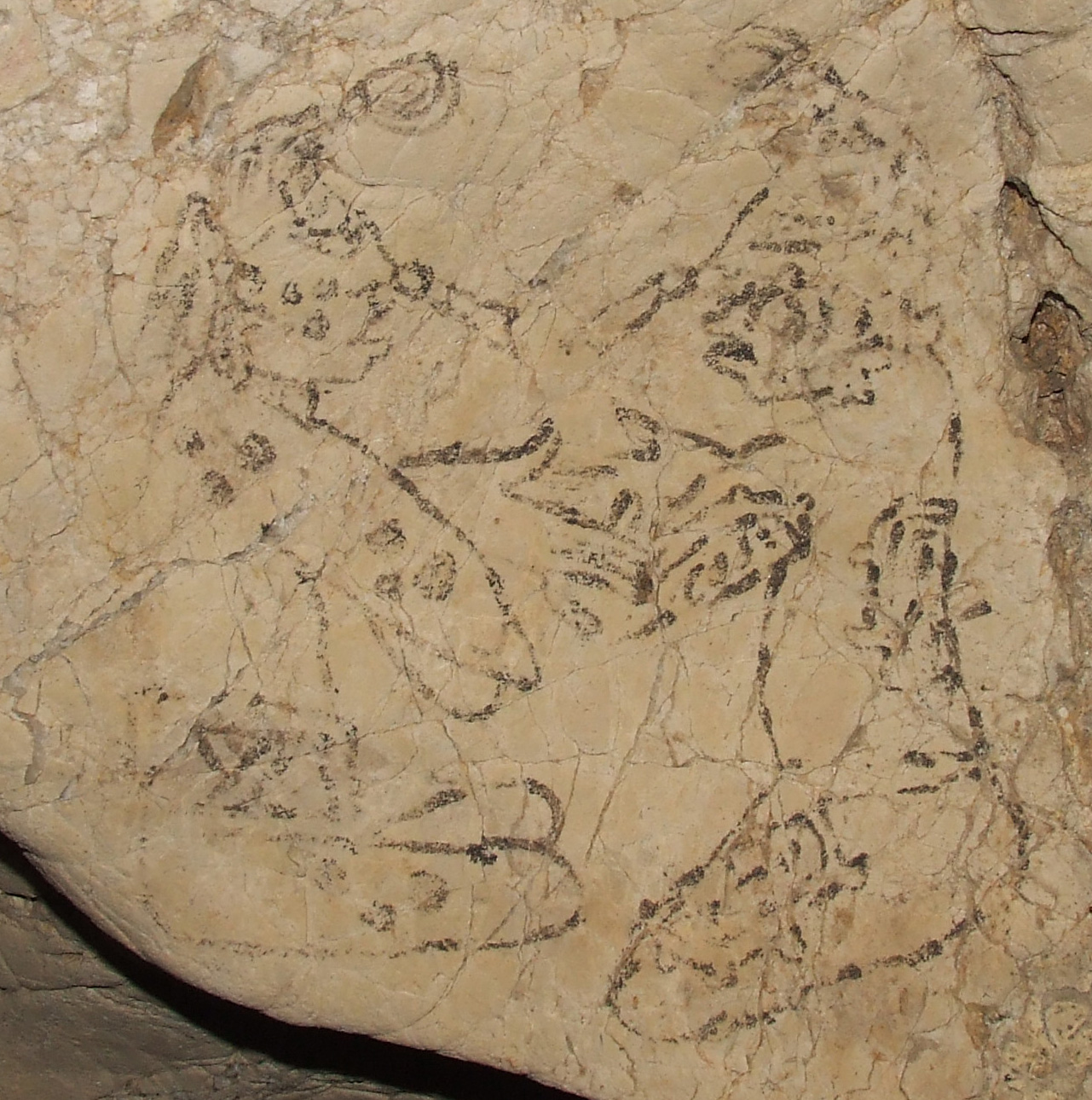
Розписи в Нах-Туніх

Прикладом настінного розпису післякласичного періоду є фрески в Санта-Риті, Ішимче, Танкаху і Тулумі. Єдина художня цінність останніх полягає у високому ступені декоративності. В них ледве вдається простежити обриси фігур божеств, їх атрибутів. Малюнок зазвичай нечіткий, грубий.
Більш якісними є фрески всередині Храму вояків і Храму ягуарів в Чичен-Іці, що відносяться до пізнього періоду тольтекського панування. Ця обставина пояснює те, що штукатурка і розпис стін поновлювалися досить часто.
Фреска з святилища Храму вояків, найвидатніша в художньому відношенні, присвячена мирному життю в якомусь з маянських поселень, розташованому на березі моря в Юкатані. Незважаючи на жвавість зображення окремих сцен, фреска в цілому стоїть значно нижче, ніж розписи класичного періоду. Сюжет настінного розпису в Храмі ягуарів — велика битва. Це одна з найдинамічніших фресок тольтекського періоду. Вся фреска дуже декоративна і походить на великий, виконаний в яскравих фарбах, килим. Водночас композиція її доволі складна, оскільки представлено більше 120 персонажів.

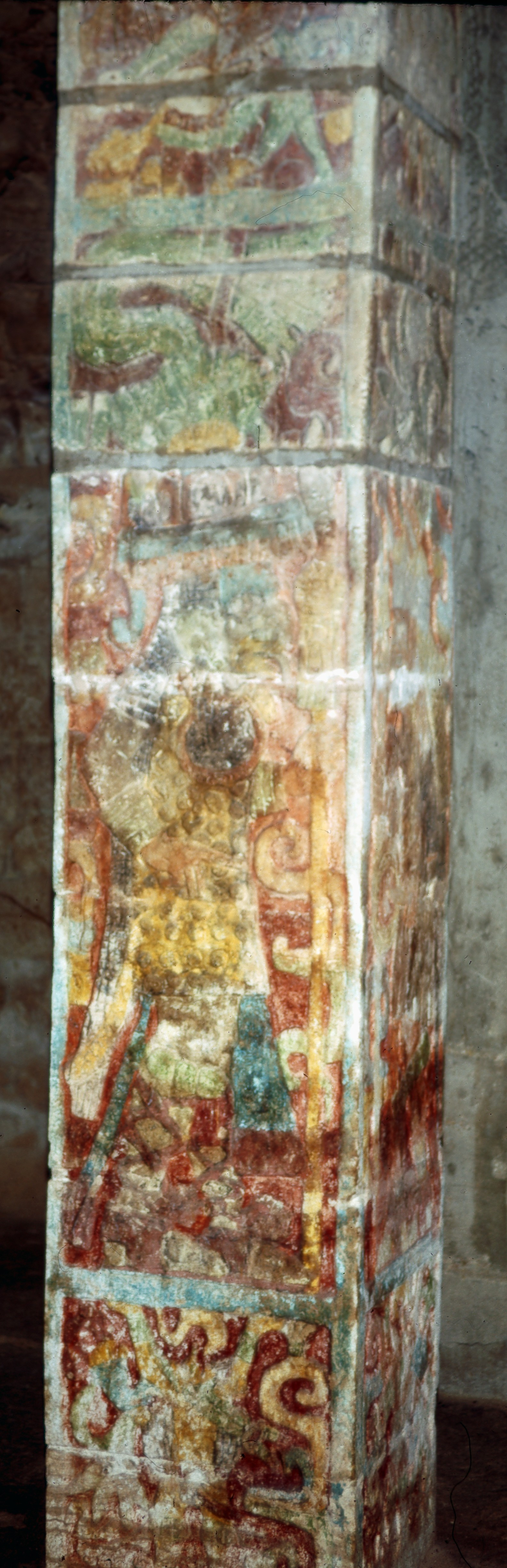
Розпис. Храм вояків. Чичен-Іца
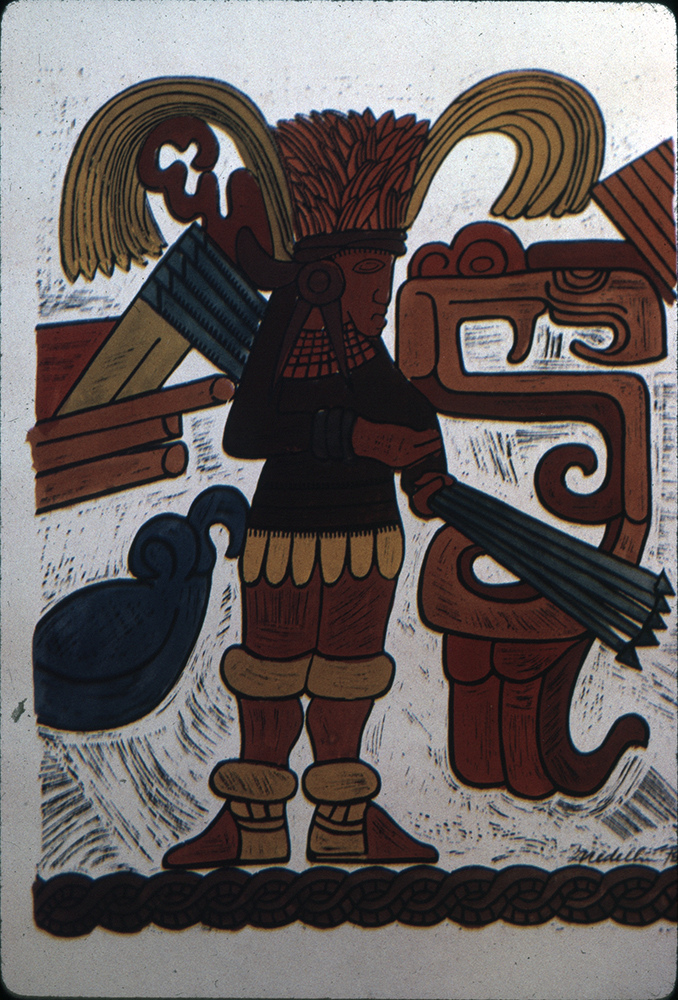
Розпис в Храмі ягуарів. Чичен-Іца